# Militärmedizinische Akademie Bad Saarow
Die Militärmedizinische Akademie Bad Saarow (MMA) war eine Ausbildungs- und Forschungseinrichtung mit Hochschulcharakter der Nationalen Volksarmee (NVA) in der Deutschen Demokratischen Republik (DDR). Sie entstand 1981 aus dem in Bad Saarow angesiedelten Zentralen Lazarett der NVA, das aus dem 1954 eingerichteten Zentralkrankenhaus der Kasernierten Volkspolizei hervorging, und verfügte über ein Klinikum mit etwa 800 Betten und 25 Kliniken, Instituten und Abteilungen für alle relevanten medizinischen Fachrichtungen.
Dem Lazarett in Bad Saarow waren bereits vor der Entstehung der MMA die Sektionen Innere Militärmedizin, Feldchirurgie und Stomatologie der 1971 entstandenen Gesellschaft für Militärmedizin der DDR (GMM) zugeordnet. Mit der Gründung der Akademie wurde der Stab der Militärmedizinischen Sektion an der Universität Greifswald (MMS) nach Bad Saarow verlegt, der Dekan der MMS Hans Rudolf Gestewitz wurde Rektor der Akademie. Eine wichtige Aufgabe der MMA, die das Promotions- und Habilitationsrecht besaß, war neben der Aus- und Weiterbildung von Militärmedizinern sowie der medizinischen Versorgung der NVA-Soldaten, ihrer Zivilangehörigen und der lokalen Zivilbevölkerung auch die Forschung im Bereich der Militärmedizin.
Die Akademie war auch in die Forschung im Rahmen des als Staatsplanthema 14.25 bezeichneten Zwangsdopingsystems im DDR-Leistungssport involviert, wie mehrere Dissertations- und Habilitationsschriften belegen, die der Dopingexperte Werner Franke zusammen mit seiner Frau Brigitte Berendonk im Dezember 1990 in den Räumlichkeiten der Akademie sicherstellte.
Nach der Deutschen Wiedervereinigung wurde aus der Militärmedizinischen Akademie zunächst ein Bundeswehrkrankenhaus. 1991 entstand daraus mit dem Klinikum Bad Saarow ein ziviles Krankenhaus der Regelversorgung in Trägerschaft des Landkreises Oder-Spree. Dieses ist seit 1998 ein Lehrkrankenhaus der Berliner Charité, im gleichen Jahr erfolgte die Fusion mit dem Kreiskrankenhaus in Fürstenwalde/Spree. Seit September 2006 gehört es zur Helios-Gruppe. Die verbliebene Rettungsstelle am Standort Fürstenwalde wurde bis 2006 sukzessive nach Bad Saarow verlegt und geschlossen.